# روبرتو بيازا (مدرب)
روبرتو بيازا (مواليد 29 يناير 1968) مدرب كرة طائرة إيطالي ولاعب سابق. يشغل منصب المدرب الرئيسي للمنتخب الإيراني ونادي أليانز ميلانو.

## الحياة المهنية

### لاعب
أمضى بياتزا مسيرته كلاعب في ناديين ، ماكسيميانو بارما وبياتشينزا، وفاز بكأس القارات الأوربي مرتين في عامي 1988 و1989 وكأس السوبر الأوروبي في عام 1990 مع بارما.

### مدرب
بدأ بياتزا مسيرته التدريبية في نادي بارما عام 1990 كمدرب مساعد لبيبيتو دي فريتاس، حتى عام 2009. عُين لأول مرة كمدير فني لنادي تريفيزو الصقلي في نهاية موسم 2008، وفاز بكأس القارات الأوروبية في مارس 2011. درب بيمونتي، وياشزيمسكي وينجل، وأولمبياكوس في ثلاث بطولات دوري سوبر مختلفة في إيطاليا، وبولندا، واليونان. وكانت تجاربه بعد ذلك كمدرب رئيسي حتى عام ٢٠١٦، حيث كان الفوز بكأس اليونان إنجازه الوحيد في الدوري المحلي خلال تلك الفترة. على الرغم من احتلال بيمونتي المركز الرابع في الدوري الإيطالي، إلا أن بياتزا قادهم إلى نهائي دوري أبطال أوروبا للكرة الطائرة 2012-2013، حيث خسروا أمام لوكوموتيف نوفوسيبيرسك بنتيجة قريبة 3-2، ليصبحوا وصيفي دوري أبطال أوروبا. وبفضل سجله الجيد في الأداء، لاحظ فريق مودينا بياتزا في صيف عام 2016 وأصبح مدرب رئيسي لمودينا بعقد لمدة عامين، وفاز على الفور بكأس السوبر الإيطالي مع الفريق. وتم اختياره بعد ذلك مدرباً للمنتخب الوطني القطري بعقد قصير الأمد وبقي مع الفريق حتى نهاية العام. ولم يحقق مودينا لقبا أفضل من المركز الثالث عشر في الدوري الإيطالي تحت قيادة بياتزا، مما أدى إلى إنهاء عقده من جانب واحد من قبل إدارة الفريق. وقع عقد كمدرب رئيسي مع النادي البولندي اسكرا بلجاتوف في موسم 2017–18 فاز الفريق تحت قيادته بكأس السوبر البولندية مرتين (2017 و2018) وبطولة الدوري البولندي الممتاز، وسجل بياتزا أداءً رائعاً مع هذا الفريق في بولندا، ولفت أداؤه انتباه الاتحاد الهولندي للكرة الطائرة، مما أدى إلى تعيينه مدرباً جديداً للمنتخب الهولندي في مارس 2019. وفي أول عام لبيازا مع المنتخب الهولندي، فاز بالميدالية البرونزية والمركز الثالث في الدوري الأوروبي. وعاد بياتزا بعدها إلى إيطاليا موقعًا عقد جديد مع نادي باور فالي في الوقت الذي إنتهى فيه عقده مع المنتخب الهولندي. وجاء فوزه بكأس التحدي الأوروبي في موسم 2020-21 في عامه الثاني مع ميلان. وانتهى عقده مع المنتخب الهولندي في 2 سبتمبر/أيلول الماضي، وتم تعيينه مدرباً للمنتخب الإيراني للكرة الطائرة في 3 سبتمبر/أيلول 2024.

## الجوائز

### لاعب
- كأس CEV
  -  1987–88 – مع ماكسيكونو بارما
  -  1988–89 – مع ماكسيكونو بارما

### مدرب
- دوري أبطال أوروبا CEV
  -  2012–13 - مع بري بانكا لانوتي كونيو
- كأس CEV
  -  2010–11 – مع سيسلي تريفيزو
- كأس تحدي CEV
  -  2020–21 – مع أليانز باورفولي ميلانو
- محلي
  - 2015–16 كأس اليونان مع أولمبياكوس
  - 2016–17 كأس السوبر الإيطالي مع أزيموت مودينا
  - 2017–18 كأس السوبر البولندي مع PGE Skra Bełchatów
  - 2017–18 البطولة البولندية مع PGE Skra Bełchatów
  - 2018–19 كأس السوبر البولندي مع PGE Skra Bełchatów